# Jamnagar (Distrikt)
Der Distrikt Jamnagar (Gujarati: જામનગર જિલ્લો) ist einer von 26 Distrikten des Staates Gujarat in Indien. Die gleichnamige Stadt Jamnagar ist die Hauptstadt des Distrikts. Die letzte Volkszählung im Jahr 2011 ergab eine Gesamtbevölkerungszahl von 1.391.753 Menschen.

## Geschichte
Von vorchristlicher Zeit bis ins Jahr 1298 wurde das Gebiet – wie die ganze Region – von diversen buddhistischen und hinduistischen Herrschern regiert. Die erste Zivilisation war die Indus-Kultur. Das Gebiet wurde im Mittelalter von den Rajputen beherrscht und war in ständige Kämpfe mit muslimischen Heeren verwickelt. Dennoch konnte es nie erobert werden und hatte auch nur zeitweilig Tributzahlungen an muslimische Dynastien (Sultanat von Delhi, Sultanat Gujarat und die Großmoguln) zu leisten. Im Jahre 1540 wurde die Region als Fürstentum Nawanagar ein eigenständiges Staatswesen. 1812 bis 1947 gehörte es als unabhängiger Prinzenstaat zum Halar Prant innerhalb der Kathiawar Agency und somit verwaltungstechnisch zur britischen Verwaltungsregion Bombay Presidency. Aus der Kathiawar Agency wurde mit der Unabhängigkeit Indiens 1947 der Bundesstaat Saurashtra. Der Distrikt Nawanagar/Jamnagar wurde somit erst 1956 wieder Teil des Bombay-Staats. Im Jahre 1960 wurde dieser indische Bundesstaat geteilt und das Gebiet kam zum neu geschaffenen Bundesstaat Gujarat.

## Bevölkerung

### Bevölkerungsentwicklung
Wie überall in Indien wächst die Einwohnerzahl im Distrikt Jamnagar seit Jahrzehnten stark an. Die Zunahme verlangsamte sich allerdings in den Jahren 2001–2011 auf rund 13 Prozent (13,44 %). In diesen zehn Jahren nahm die Bevölkerung um mehr als 250.000 Menschen zu. Die genauen Zahlen verdeutlicht folgende Tabelle:

### Bedeutende Orte

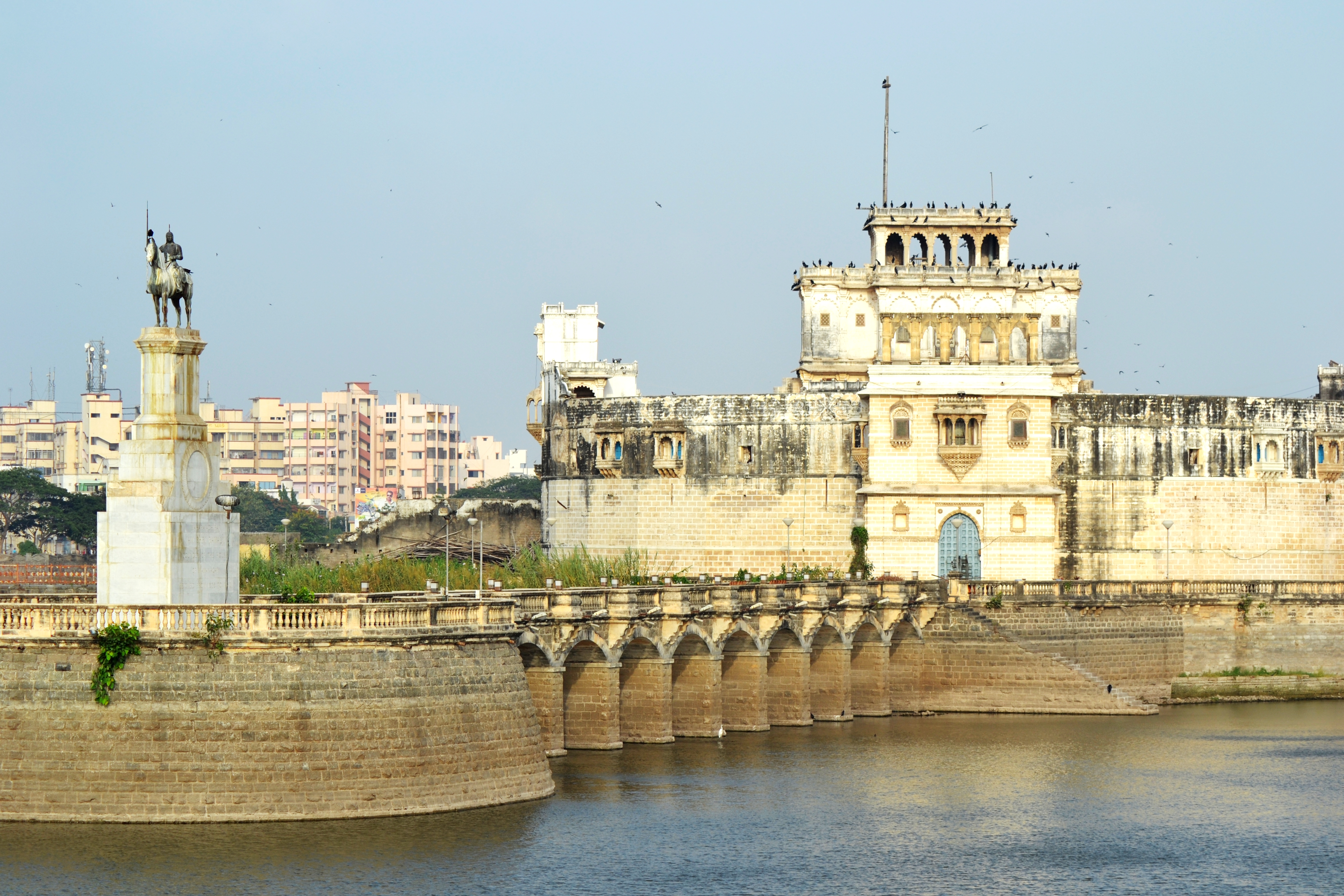
Der Lakhota Lake Palace in Jamnagar

Einwohnerstärkste Ortschaft des Distrikts ist der Hauptort Jamnagar mit fast 500.000 Bewohnern. Weitere bedeutende Städte mit einer Einwohnerschaft von mehr als 20.000 Menschen sind Vibhapar, Okha, Khambhalia, Dwarka, Salaya, Sikka, Kalavad, Jamjodhpur, Dhrol und Bhanvad. Die städtische Bevölkerung macht 44,95 Prozent der gesamten Bevölkerung aus.